# Кермисинское сельское поселение
Кермиси́нское се́льское посе́ление — сельское поселение в Шацком районе Рязанской области. Поселение утверждено 14 апреля 2009 года, советом депутатов муниципального образования Кермисинское сельское поселение, в связи с законом «О наделении муниципального образования — Шацкий район статусом муниципального района», принятый Рязанской областной Думой 22 сентября 2004 года.
Административный центр — село Кермись.

## Население
| 2010 | 2012 | 2013 | 2014 | 2015 | 2016 | 2017 |
| ---- | ---- | ---- | ---- | ---- | ---- | ---- |
| 453  | ↘413 | ↘388 | ↘372 | ↘358 | ↘349 | ↘344 |
| 2018 | 2019 | 2020 | 2021 |      |      |      |
| ↘331 | ↘322 | ↗324 | ↗367 |      |      |      |

## Состав сельского поселения
В состав сельского поселения входят 8 населённых пунктов
- Бабакино (посёлок) — 12[13]
- Боголюбовка (деревня) — 35[13]
- Илюхино (посёлок) — 9[13]
- Карля (посёлок) — 0[13]
- Кермись (село, административный центр) — 347[13]
- Львовка (деревня) — 11[13]
- Спасск (деревня) — 49[13]
- Шарик (село) — 113[13]